# ISO 22000
ISO 22000 là tiêu chuẩn do Tổ chức tiêu chuẩn hóa quốc tế (ISO) xây dựng tập trung vào an toàn thực phẩm. Tiêu chuẩn này có liên hệ với tiêu chuẩn ISO 9000. Tên đầy đủ là ISO 22000 Food safety management systems - Requirements for any organization in the food chain (Hệ thống quản lý an toàn thực phẩm - Yêu cầu đối với các tổ chức trong chuỗi thực phẩm).

## An toàn thực phẩm
An toàn thực phẩm liên quan đến sự hiện diện của các mối nguy an toàn thực phẩm khi tiêu thụ sản phẩm. Các mối nguy an toàn thực phẩm có thể xuất hiện tại bất kì giai đoạn nào của chuỗi thực phẩm, nên nhất thiết phải có sự kiểm soát thích hợp trong toàn bộ chuỗi thực phẩm.

## Chuỗi thực phẩm
Chuỗi thực phẩm là trình tự các giai đoạn và hoạt động liên quan đến sản xuất, chế biến, phân phối, bảo quản và sử dụng thực phẩm và thành phần của thực phẩm đó, từ khâu sơ chế đến tiêu dùng.
Các tổ chức trong chuỗi thực phẩm bao gồm từ nhà sản xuất thức ăn chăn nuôi và nhà sơ chế thực phẩm, nhà bảo quản, vận chuyển, nhà thầu phụ cho tới các nhà phân phối và điểm dịch vụ bán lẻ (cùng với các tổ chức có liên quan như nhà sản xuất thiết bị, vật liệu bao gói, dịch vụ làm sạch, các nguyên liệu và thành phần phụ gia).

## Tiêu chuẩn ISO 22000
Tiêu chuẩn ISO 22000 quy định các yêu cầu đối với hệ thống quản lý an toàn thực phẩm, kết hợp các yếu tố quan trọng đã được thừa nhận chung dưới đây nhằm đảm bảo an toàn thực phẩm trong cả chuỗi thực phẩm cho tới điểm tiêu thụ cuối cùng:
1. Trao đổi thông tin tác nghiệp
Nói đơn giản "Trao đổi thông tin tác nghiệp" đó là hình thành nên một yêu cầu, cam kết chung về an toàn thực phẩm mà các bên từ Nhà cung cấp, nhà sản xuất, các cơ quan luật pháp và chế định cho đến tay người tiêu dùng cuối cùng tương tác và thống nhất về sản phẩm an toàn. Việc trao đổi thông tin với khách hàng và người cung ứng là yếu tố thiết yếu để đảm bảo nhận biết, xác định và kiểm soát được tất cả các mối nguy hại về an toàn thực phẩm tại từng bước trong chuỗi thực phẩm.
Trao đổi thông tin với bên ngoài:
Nhằm đảm bảo sẵn có đầy đủ thông tin về các vấn đề liên quan đến an toàn thực phẩm trong toàn bộ chuỗi thực phẩm, tổ chức phải thiết lập, áp dụng và duy trì các cách thức hiệu quả để trao đổi thông tin với:
- Nhà cung ứng và nhà thầu.
- Khách hàng, người tiêu dùng, đặc biệt là thông tin về sản phẩm (bao gồm các chỉ dẫn liên quan đến mục đích sử dụng dự kiến, yêu cầu bảo quản cụ thể và, nếu thích hợp, thời hạn sử dụng), các yêu cầu, hợp đồng hoặc đơn hàng bao gồm cả các sửa đổi và thông tin phản hồi của khách hàng kể cả khiếu nại của khách hàng.
- Cơ quan luật pháp và chế định
- Các tổ chức khác có tác động đến hoặc sẽ bị ảnh hưởng bởi, tính hiệu lực hoặc việc cập nhật của hệ thống quản lý an toàn thực phẩm

Trao đổi thông tin nội bộ:
Tổ chức phải thiết lập, áp dụng và duy trì các cách thức hiệu quả để trao đổi thông tin với các thành viên về vấn đề có ảnh hưởng đến an toàn thực phẩm.
Nhằm duy trì tính hiệu lực của hệ thống quản lý an toàn thực phẩm, tổ chức phải đảm bảo rằng nhóm an toàn vệ sinh thực phẩm được thông báo một cách kịp thời các thay đổi, bao gồm nhưng không giới hạn ở các yếu tố sau đây:
a)     Sản phẩm hoặc sản phẩm mới
b)     Nguyên liệu thô, thành phần,  dịch vụ
c)     Hệ thống và thiết bị sản xuất
d)    Cơ ngơi sản xuất, vị trí đặt thiết bị, môi trường xung quanh
e)     Chương trình làm sạch và vệ sinh
f)      Hệ thống bao gói, bảo quản và phân phối
g)     Trình độ năng lực của con người và/hoặc sự phân bổ trách nhiệm và quyền hạn
h)     Các yêu cầu về luật định và chế định
i)       Hiểu biết về các mối nguy hại liên quan đến an toàn thực phẩm và các biện pháp kiểm soát
j)       Các yêu cầu của khách hàng, ngành và các yêu cầu khác mà tổ chức theo dõi
k)     Các yêu cầu liên quan của các bên quan tâm bên ngoài
l)       Các khiếu nại chỉ ra mối nguy hại về an toàn thực phẩm đi liền với sản phẩm
m)   Các điều kiện khác có ảnh hưởng đến an toàn thực phầm.
2.  Quản lý hệ thống:
Sự tham gia và cam kết của lãnh đạo:
Lãnh đạo cao nhất phải cung cấp bằng chứng về cam kết xây dựng và áp dụng hệ thống quản lý an toàn thực phẩm và cải tiến liên tục hiệu lực của hệ thống bằng cách:
- Chứng tỏ vấn đề an toàn thực phẩm được hỗ trợ bởi các mục tiêu kinh doanh của tổ chức
- Truyền đạt để toàn bộ tổ chức biết về tầm quan trọng của việc thỏa mãn các yêu cầu của tiêu chuẩn này, các yêu cầu về luật định và chế định cũng như các yêu cầu của khách hàng liên quan đến an toàn thực phẩm,
- Thiết lập chính sách an toàn thực phẩm
- Tiến hành các xem xét của lãnh đạo
- Đảm bảo tính sẵn có của nguồn lực

Trách nhiệm và quyền hạn của lãnh đạo là phải xác định và thông báo cho tổ chức về trách nhiệm và quyền hạn nhằm đảm bảo việc hoạt động và duy trì hiệu lực của hệ thống quản lý an toàn vệ sinh thực phẩm. Mọi cá nhân phải có trách nhiệm báo cáo các vấn đề về hệ thống quản lý an toàn vệ sinh thực phẩm cho (những) người được chỉ định, người được chỉ đinh phải có trách nhiệm và quyền hạn nhất định đối với việc triển khai lập hồ sơ về các hoạt động đó
Lãnh đạo cao nhất phải xem xét hệ thống quản lý an toàn thực phẩm của tổ chức ở các giai đoạn được hoạch định để đảm bảo sự phù hợp, thích đáng và tính hiệu lực được duy trì liên tục. Xem xét này phải bao gồm việc đánh giá các cơ hội cải tiến và nhu cầu thay đổi hẹ thống quản lý an toàn thực phẩm, bao gồm cả chính sách về an toàn thực phẩm. Hồ sơ về các xem xét của lãnh đạo phải được duy trì. Yếu tố của việc xem xét, chúng ta cần quan tấm đến chính là đầu vào và đầu ra, đầu vào nghĩa là thông tin về:
- Hành động thực hiện từ hoạt động xem xét của lãnh đạo trước đó
- Phần tích kết quả các hoạt động kiểm tra xác nhận
- Các trường hợp thay đổi có thể ảnh hưởng đến an toàn thực phẩm
- Tình huống khẩn cấp, rủi ro
- Xem xét hoạt động trao đổi thông tin, cả thông tin phản hồi của khách hàng
- Đánh gia hoặc kiểm tra bên ngoài

Đầu ra của việc xem xét đó chính là các quyết định và hành động của lãnh đạo sau khi xem xét các thông tin đầu vào:
- Sự đảm bảo về an toàn thực phẩm
- Việc cải tiến tính hiệu lực của hệ thống quản lý an toàn thực phẩm
- Nhu cầu về nguồn lực
- Các xem xét về chính sách an toàn thực phẩm của tổ chức và các mục tiêu liên quan.

Muốn quản lý được hệ thống ATVSTP thì tổ chức trước hết phải quản lý được các nguồn lực sẫn có của chính mình, phải lúc nào cũng nâng cao tinh thần sẵn sàng chuẩn bị, cung cấp đầy đủ những nguồn lực cần thiết để xây dựng, quản lý hệ thống:
- Nguồn nhân lực cần phải có:

·        Năng lực
·        Kiến thức
·        Kỹ năng
·        Được đào tạo
·        Kinh nghiệm
Tổ chức phải:
a)     Xác định các năng lực cần thiết đối với các cá nhân mà hoạt động của họ có ảnh hưởng đến an toàn thực phẩm
b)     Tổ chức đào tạo hoặc thực hiện hoạt động khác nhằm đảm bảo các cá nhân có năng lực cần thiết
c)     Đảm bảo các cá nhân chịu trách nhiệm đối với việc theo dõi, khắc phục và hành động khắc phục của hệ thống quản lý an toàn thực phẩm đều được đào tạo
d)    Đảm bảo các cá nhân nhận thức được sự liên quan và tầm quan trọng của các hoạt động riêng lẻ của cá nhân trong việc đóng góp và an toàn thực phẩm
- Cơ sở hạ tầng
- Môi trường làm việc

3. Các Chương Trình Tiên Quyết
Các Chương trình tiên quyết (PRPs) được xác định rằng việc sử dụng phân tích mối nguy hại làm yếu tố thiết yêu để kiểm soát khả năng tạo ra mối nguy hại về an toàn thực phẩm cho sản phẩm và hoặc nhiễm bẩn hoặc sự gia tăng các mối nguy hại về an toàn thực phẩm trong các sản phẩm hoặc trong môi trường chế biến.
Các chương trình tiên quyết cần phải phụ thuộc và phân đoạn của chuỗi thực phẩm mà tổ chức hoạt động và loại hình của tổ chức.Ví dụ như: Thực hành nông nghiệp tốt (VietGap, GlobalGap), Thực hành thú y tốt (GVP), Thực hành sản xuất tốt (GMP), Thực hành vệ sinh tốt (GHP), Thực hành chế tạo tốt (GPP), ...
Các chương trình tiên quyết phải:
a)     Thích hợp với nhu cầu của tổ chức về mặt an toàn thực phẩm
b)     Thích hợp với quy mô và loại hình hoạt động cũng như tính chất của sản phẩm được sản xuất và/hoặc sử dụng
c)     Được áp dụng trên toàn bộ hệ thống sản xuất, làm chương trình áp dụng chung hoặc là chương trình áp dụng cho một sản phẩm hoặc dây chuyền hoạt động cụ thể
d)    Được nhóm an toàn thực phẩm phê duyệt
Tổ chức cũng phải xác định các yêu cầu về luật định và chế định có liên quan đến vấn đề nêu trên.
Thiết lập các chương trình hoạt động tiên quyết (PRPs):
Phải lập thành văn bản các chương trình hoạt động tiên quyết và mỗi chương trình phải có các thông tin sau:
a)     Các mối nguy hại về an toàn thực phẩm mà chương trình kiểm soát
b)     Các biện pháp kiểm soát
c)     Các quy trình theo dõi chứng tỏ rằng các chương trình tiên quyết (PRP) đã được thực hiện
d)    Khắc phục và hành động khắc phục cần thực hiện nếu việc theo dõi cho thấy là chương trình hoạt động tiên quyết không được kiểm soát
e)     Trách nhiệm và quyền hạn
f)      Các hồ sơ theo dõi
4. Các nguyên tắc xây dựng HACCP.
Trình tự áp dụng HACCP bao gồm 12 bước trong đó 7 bước cuối là 7 nguyên tắc của HACCP
1.     Thành lập nhóm HACCP
2.     Ghi chép, thuyết minh về thực phẩm (tính an toàn, thời hạn sử dụng, bao gói, hình thức phân phối)
3.     Xác nhận phương pháp sử dụng thực phẩm
4.     Vạch sơ đồ trình tự chế biến thực phẩm
5.     Kiểm tra tại nhà máy trình tự chế biến thực phẩm
6.     Quy tắc 1: Nhận diện mối nguy
7.     Quy tắc 2: Xác định điểm kiểm soát tới hạn
8.     Quy tắc 3: Xác định giới tới hạn cho mỗi CCP
9.     Quy tắc 4: Thiết lập thủ tục giám sát CCP
10. Quy tắc 5: Thiết lập kế hoạch hành động khắc phục khí giới hạn tới hạn bị phá vỡ.
11. Quy tắc 6: Xây dựng thủ tục thẩm tra hệ thống HACCP
12. Quy tắc 7: Thiết lập thủ tục lưu trữ hồ sơ HACCP
Ngoài ra, bộ tiêu chuẩn ISO 22000 còn có các tiêu chuẩn sau, chủ yếu hỗ trợ việc áp dụng cũng như chứng nhận ISO 22000.
- ISO 22000 - Food safety management systems - Requirements for any organization in the food chain.
- ISO 22001 - Guidelines on the application of ISO 9001:2000 for the food and drink industry (replaces: ISO 15161:2001).
- ISO/TS 22002- Prerequisite programmes on food safety—Part 1: Food manufacturing
- ISO TS 22003 - Food safety management systems for bodies providing audit and certification of food safety management systems.
- ISO TS 22004 - Food safety management systems - Guidance on the application of ISO 22000:2005.
- ISO 22005 - Traceability in the feed and food chain - General principles and basic requirements for system design and implementation.
- ISO 22006 - Quality management systems - Guidance on the application of ISO 9002:2000 for crop production.

## Phiên bản hiện hành
Phiên bản hiện hành của ISO 22000 là ISO 22000:2018 phiên bản cũ hơn là ISO 22000:2005 và tiêu chuẩn quốc gia của Việt Nam tương đương là TCVN ISO 22000:2007.

## ISO 9001 và ISO 22000
So với ISO 9001, tiêu chuẩn ISO 22000 là một hướng dẫn thủ tục có tính định hướng nhiều hơn. Ngoài ra, ISO 22000 là một hệ thống quản lý rủi ro của một ngành công nghiệp cụ thể cho bất kỳ loại thực phẩm nào, điều này có liên quan chặt chẽ với hệ thống quản lý chất lượng của ISO 9001.

## Một số quan điểm
Năm 2004, khi ISO 22000 đang được Tổ chức ISO dự thảo, Văn phòng Tiêu chuẩn hoá châu Âu về Thủ công mỹ nghệ, Thương mại và Doanh nghiệp vừa và nhỏ (European Office of Crafts, Trades and Small and Medium-sized Enterprises for Standardisation) cho rằng ISO 22000 chỉ thích hợp cho các công ty lớn, các doanh nghiệp thực phẩm quy mô nhỏ sẽ không thể đáp ứng các yêu cầu khắt khe của tiêu chuẩn này do thiếu nguồn lực để theo đuổi việc chứng nhận. Cơ quan này gợi ý xây dựng một tiêu chuẩn tương ứng để áp dụng việc kinh doanh thực phẩm quy mô nhỏ để đạt được cùng một mục tiêu an toàn thực phẩm.